# Rêu nước lá hình trứng
Rêu nước lá hình trứng (danh pháp khoa học: Sphagnum junghuhnianum) là một loài rêu trong họ Sphagnaceae. Loài này được Dozy & Molk. mô tả khoa học đầu tiên năm 1854.